# エメチ
エメチ (満文：ᡝᠮᡝᠴᡳ, 転写：Emeci, 漢文：額穆齊、喜塔臘氏、女真族)は清宣皇帝タクシ嫡福金フジン。清太祖ヌルハチ生母。
タクシとの間にヌルハチ、シュルハチ、ヤルハチを儲けた後、1559年に亡くなったとされる。

清朝成立後に宣皇后に追尊された。

## 伝記資料
- 『清史稿』
- 『満洲実録』

## 脚註
1. 1 2  “第12頁（巻一）。”. 今西春秋訳 滿洲實錄. 3